# Soliter (architektura)

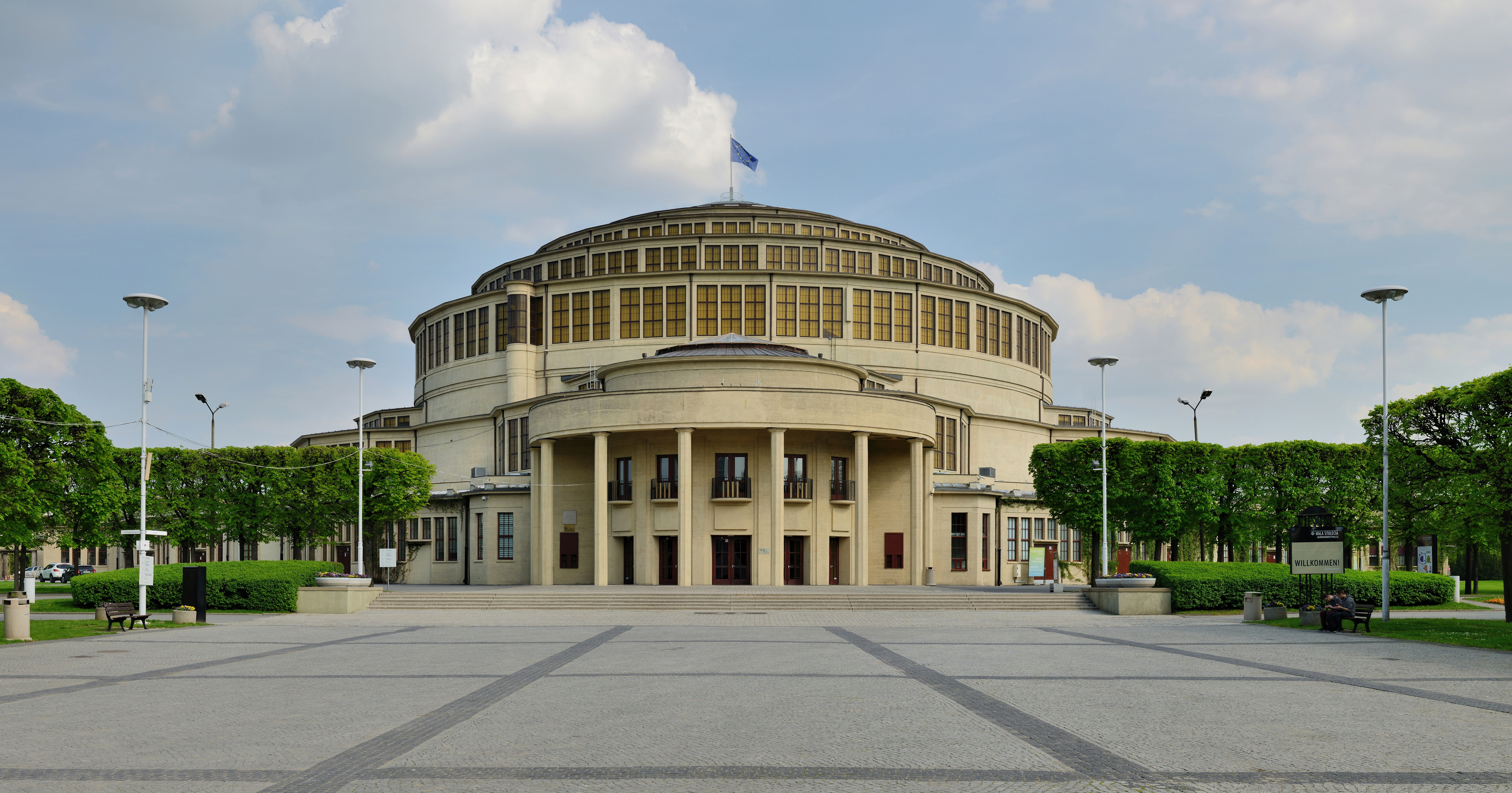
Hala Stulecia we Wrocławiu

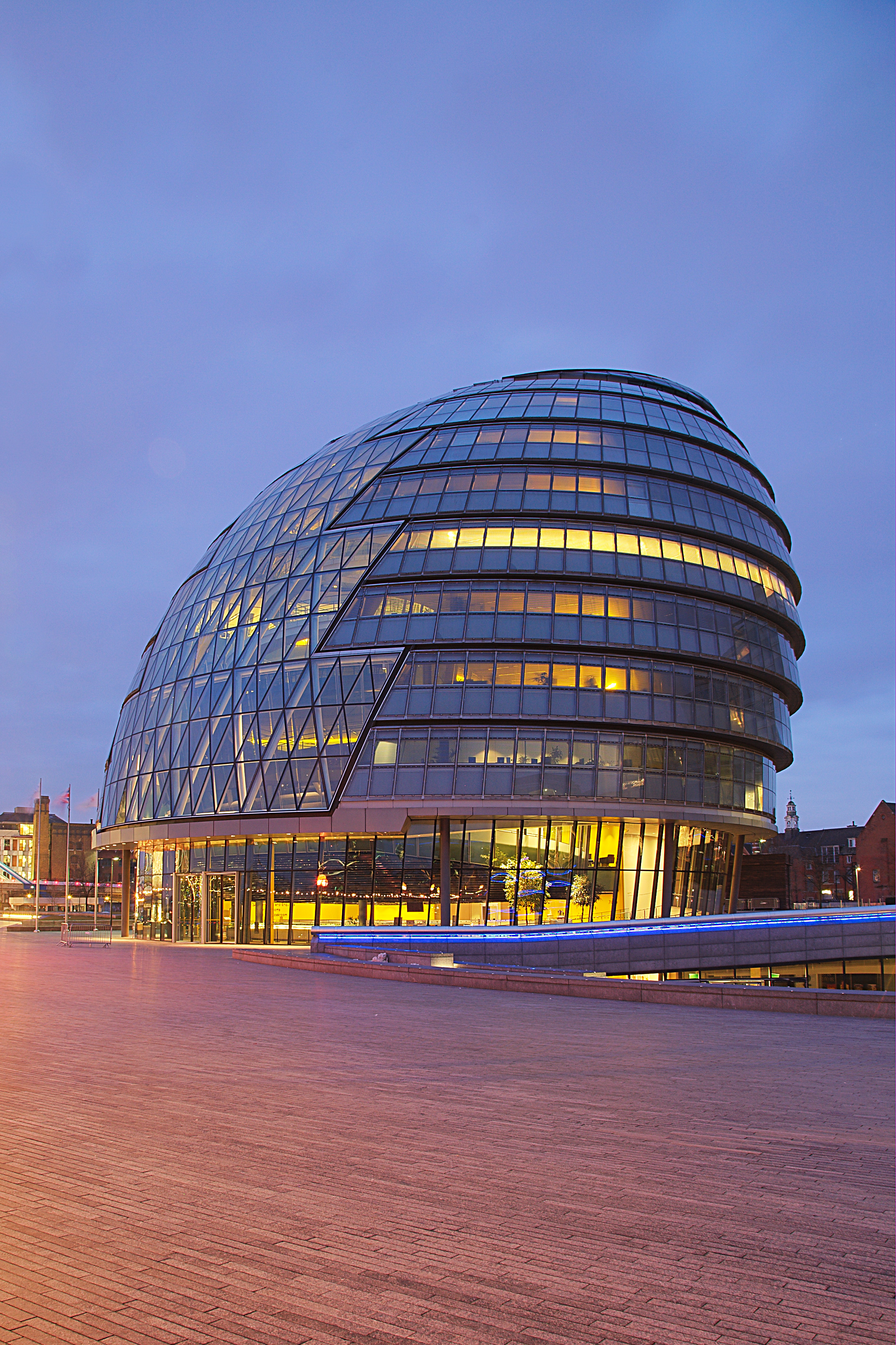
Ratusz w Londynie

Soliter (fr. solitaire) – w urbanistyce budynek wolno stojący, niewbudowany w tkankę miejską, posiadający pozytywowy kształt. Solitery w różnych epokach architektonicznych zakomponowywane były w różny sposób: wkomponowane w tkankę poprzez umieszczenie w osiach symetrii dużego placu, osadzone w niej dzięki bocznym skrzydłom lub budynkom towarzyszącym o mniejszej skali, lub też swobodnie wznoszone wśród zieleni. W architekturze modernistycznej obiekty wolno stojące stanowiły typowe rozwiązanie urbanistyczne.

## Przykłady soliterów
- Kościół św. Aleksandra na pl. Trzech Krzyży w Warszawie
- Hala Stulecia we Wrocławiu
- Nowa Galeria Narodowa w Berlinie
- London City Hall